# 이종원 (1956년)
이종원(李鍾洹, 1956년  ~ )은 대한민국의 교육인이다.

## 학력
- 갈산초등학교
- 갈산중학교
- 홍성고등학교
- 한양대학교 행정학과
- 미국 아이오와대학교에서 교육행정학 박사 학위 수여

## 경력
- 1979년 행정고시 23회 합격
- 문교부 기획관리실 법무담당관
- 대통령 비서실
- 서울특별시교육청 기획관리실장
- 교육인적자원부 정책총괄과장
- 교육인적자원부 총무과장
- 충청남도교육청 부교육감
- 교육과학기술부 인재정책기획관
- 교육과학기술부 교육자치기획단장
- 부산대학교 사무국장
- 인천광역시교육청 부교육감
- 교원소청심사위원회 위원장